# Legen Beltza
Legen Beltza fue un grupo de thrash/death metal español procedente de Azpeitia (Guipúzcoa, País Vasco). Desde 1998 esta banda ha publicado 5 álbumes de estudio.
Los inicios de Legen Beltza vinieron de la mano de Xanti (Voces, bajo) y Ekaitz (guitarra), más tarde Azkue como guitarra e Iván como batería se incorporaron a la banda. 
En 2012 anunciaron separación indefinida.

## Formación

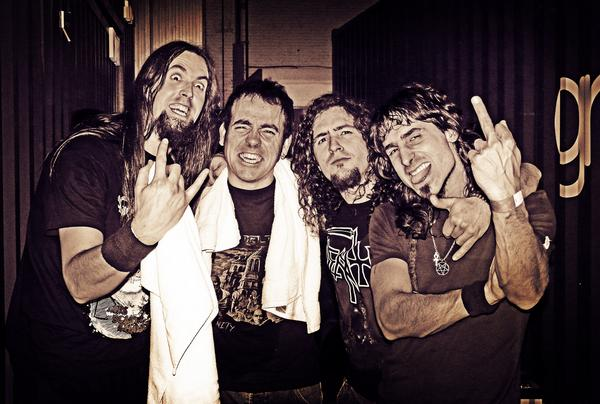

- Ekaitz Garmendia: Guitarra, coros
- Xanti Rodríguez: Voz
- Iván Hernández: Batería
- Joseba Azkue: Bajo, coros

## Historia
Legen Beltza se formó en 1998 e inmediatamente publicaron Ziztu Bizian, una demo con una tirada de 500 copias. Después de un año de conciertos por el circuito vasco grabaron otra demo, cerrando así el primer contrato discográfico de la banda. Con el sello IZ Rock sacaron su primer álbum, titulado Istorio Triste Bat (2001-IZ Rock). Con una tirada de 1500 copias distribuidas por todo el territorio vasco, fueron haciéndose hueco en el panorama metalero de Euskadi.
Después de compartir escenario con varias bandas punteras del territorio, decidieron cambiar sus letras al inglés y ampliar horizontes. Con el respaldo de Jeff Waters de Annihilator, que mostró interés en la banda y en la producción de un nuevo álbum, consiguieron un contrato de larga duración con el sello Crash Music Inc. de Arizona (EE. UU.) sacando su primer álbum en inglés, Insanity (2003-Crash Music). Con dicho álbum abrieron cartel para bandas como Napalm Death o Exodus.
Una pésima distribución en España los condujo a reeditar Insanity junto a un DVD en directo llamado Total Insanity (2005-El Diablo). Con este trabajo giraron alrededor de la península y participaron en los festivales Lorca Rock y Festimad, abriendo para bandas como Iron Maiden, Slayer o Dream theater.
Con la experiencia que esta gira les otorgó optaron por cambiar de sello para fichar con la discográfica belga Mausoleum Records. Gracias a este contrato para dos discos, publicaron su último álbum, Dimension of Pain (2006-Mausoleum Records), que fue distribuido a nivel europeo, EE. UU. y Canadá. Este álbum tuvo mayor repercusión en Alemania, Países Bajos y España. Cabe destacar las últimas dos canciones del disco tituladas "War of Wars" y "War of Wars II, Hope Wihtout Hope", opera thrash que cuenta con la colaboración de otros músicos europeos.
A partir de la salida de este último álbum la banda se dedicó a la gira promocional del Dimension of Pain, gira dividida en dos partes. La primera etapa del tour promocional fue compuesta por aproximadamente 25 conciertos a lo largo de toda la península siendo cabezas de cartel en festivales como el Thrash Attack (Ritmo & Compás, Madrid), Thrashcelona (Mephisto, Barcelona) y el CLIFF EM ALL (Bilborock, Bilbo). El concierto junto a los thrashers alemanes DESTRUCTION (Plateruena, Durango) fue el momento cumbre de toda esta etapa.
Después de una pausa, vino la segunda parte de la gira con varios conciertos a nivel nacional ya concretados, compartiendo escenario en varias ocasiones con ANGELUS APATRIDA. Ciudades como Albacete, Sevilla o Valencia (HMH festival con ONSLAUGHT y SUTAGAR) fueron algunas de las elegidas para llevar a cabo esta parte de la gira, además del festival Bidache Metal (Bidache, Francia) compartiendo escenario con la mítica banda francesa y organizadores del festival, KILLERS.
Coincidiendo con el final de éste tour, la oportunidad de realizar dos conciertos en Azpeitia y Madrid junto con la banda de procedencia sueca NIGHTRAGE, (fundada por Marios Illiopoulos y el cantante de At The Gates, Tomas Lindberg) fue un momento especial para los componentes de Legen Beltza, dado el ferviente interés de sus componentes por la onda de Death metal sueco.
Por último y antes de centrarse en la composición de un nuevo álbum, dieron final a la gira promocional del Dimension of Pain compartiendo escenario con la banda que probablemente y desde hace años, más ha influido al estilo de Legen Beltza. Los californianos TESTAMENT,en la Sala Rock Star de Barakaldo.
En el año 2010 sale a la luz el álbum autoproducido Need to suffer.

## Discografía
Need to suffer 
, Autoproducción (2010)
Dimension of Pain 
, Mausoleum Records, Belgium (2006)
Total insanity
, El Diablo, Spain (2005)
Insanity
, Crash Music Inc., USA (2003) 
Istorio triste bat
, IZ Rock, Euskadi(2001)

## Colaboraciones
Aitor Gorosabel (SUTAGAR - EH) - "Alaitz Infernuan" (Insanity, 2003)
Opera Trash - War of wars (Dimension of Pain, 2006):

Christopher Malmstrom
(DARKANE - Helsinborg, Sweden)
Arkadius
(SUIDAKRA - Germany)
Johan Liiva
(ARCH ENEMY - Sweden)
Brigi Duque
(KOMA - Spain)
Johan Lindstrand
(THE CROWN - Sweden)
Ben Varón
(AMORAL - Finland)